# 张宏伟 (1972年)
张宏伟（1972年6月—），女，山东梁山人，中华人民共和国政治人物。毕业于莱阳农学院、中共中央党校和大连理工大学。现任中国共产党信阳市委员会书记。

## 生平

### 早年生涯
1972年6月，张宏伟出生在山东省梁山县。1990年6月加入中国共产党。1990年9月考入莱阳农学院（今青岛农业大学）农经系，学习农业经济管理专业。

### 共青团历练
1992年7月毕业后任淄博市临淄区永流乡经管站办事员，翌年6月任建设环保土地委员会副主任，1994年6月任党委委员。1997年3月升任中国共产主义青年团临淄区委员会副书记。
1999年3月调任中国共产主义青年团山东省委员会农部副主任科员，同年8月晋升主任科员。2001年5月任中国共产主义青年团山东省委员会办公室副主任，翌年10月兼任中国共产主义青年团山东省委员会常务委员。2003年1月任中国共产主义青年团山东省委员会常务委员兼权益部副部长，2003年5月晋升权益部部长。2006年2月至2007年1月挂职国家开发银行信用管理局局长助理。2008年8月转任中国共产主义青年团山东省委员会组织部部长。
2009年9月，张宏伟调任山东省社会主义学院副院长、党组成员。

### 泰安市
2011年12月，张宏伟调任中国共产党泰安市委员会常务委员。2011年12月31日，中国共产党新泰市第13届委员会第1次会议上，张宏伟当选中国共产党新泰市委员会书记，成为新泰市历史上第一位女性书记。

### 临沂市
2014年5月，张宏伟调任中国共产党临沂市委员会副书记，2018年6月兼任宣传部长。

### 莱芜市
2018年10月，张宏伟调任中国共产党莱芜市委员会常务委员兼副书记。2019年1月9日，中华人民共和国国务院批复同意山东省调整济南市莱芜市行政区划，撤销莱芜市，将其所辖区域划归济南市管辖，张宏伟出任莱芜市行政区划调整联合工作组副组长、济南市莱芜市行政区划调整联合工作组驻莱芜办公室主任。

### 威海市
2019年2月，张宏伟调任中国共产党威海市委员会副书记。

### 枣庄市
2020年9月15日，枣庄市第16届人民代表大会常务委员会第31次会议，张宏伟出任枣庄市人民政府代理市长，接替赴任山东省发改委副主任、省新旧动能办常务副主任的石爱作。
2023年2月25日，张宏伟出任中国共产党枣庄市委员会书记。

### 跨省任职
2025年8月1日，跨省出任中共信阳市委书记。
2025年8月4日，兼任豫东南高新区党工委书记、管委会主任